# 호나미촌 (아이치현)
호나미촌(穂波村)은 일본 아이치현 니와군에 설치되었던 촌이다. 현재의 이치노미야시의 일부에 해당한다.